# I BELIEVE IN ME
『I BELIEVE IN ME』（アイ・ビリーブ・イン・ミー）は、lynch.の通算5枚目のアルバムである。2011年6月1日にキングレコードから発売された。

## 解説
初回盤と通常盤の2形態でリリース。初回盤には「I BELIEVE IN ME」MV収録DVDが付属。インディーズ期の総決算のメジャー・デビュー・アルバム。新メンバーである"明徳"は今作から参加。
インディーズ時代最後のシングル「JUDGEMENT」、1作前の「A GLEAM IN EYE」2作品も収録。

## 収録曲

### CD（初回限定盤・通常盤）
1. INTRODUCTION
2. UNTIL I DIE
3. I BELIEVE IN ME
4. JUDGEMENT
5. LIE
6. -273.15℃
7. THIS COMA
8. SCARLET
9. ALL THIS I’LL GIVE YOU
10. TIAMAT
11. BEFORE YOU KNOW IT
12. A GLEAM IN EYE

### DVD（初回限定盤）
- 「I BELIEVE IN ME」PV